# اچ‌ام‌اس بلوند (۱۹۱۰)
اچ‌ام‌اس بلوند (۱۹۱۰) (به انگلیسی: HMS Blonde (1910)) یک کشتی بود که طول آن ۳۸۵ فوت (۱۱۷٫۳ متر) بود. این کشتی در سال ۱۹۱۰ ساخته شد.